# Davidijada
Davidijada (hrvatski prijevod latinskog izvornika Davidias) je religiozni je junačko-povijesni alegorijski ep u 14 knjiga sa 6765 heksametara hrvatskog književnika Marka Marulića. Najambicioznije, najopsežnije i najvažnije je Marulićevo djelo na latinskome jeziku. 

## Opis
Ep je napisao početkom 16. stoljeća u zreloj životnoj dobi, po Vergilijevu uzoru u klasičnom latinskom jeziku, s nekim primjesama biblijskog i srednjovjekovnog latiniteta i posjeduje znatne umjetničke kvalitete. U djelu spaja biblijske (priča o kralju Davidu) i antičke motive, ali s izrazito kršćanskom tendencijom, pri čemu je cijelo djelo alegorija: tematski usredotočen na starozavjetnu priču o kralju Davidu i njegovu uzbudljivu životu ispunjenom nizom sudbinskih obrata. Epu je Marulić pridodao i prozni dodatak, tropološko izlaganje o Davidu kao preteči Krista. 
David je Krist, a Šaul Židovi, a na kraju se djela nalazi ključ za otkrivanje analogije, Tropologica Davidias expositio. Suvremenici su Marulićev ep hvalili, no pod nejasnim okolnostima ostao je neotisnut za autorova života, štoviše, čak je i autograf izgubljen za nekoliko narednih stoljeća (pronađen je 1922. godine). Stoga je prvo izdanje Davidijade objavljeno kasne 1954. godine, a hrvatski prepjev Branimira Glavičića 1974. godine. Književni povjesničari i latinisti Davidijadu cijene kao najbolji i najautentičniji kršćanski alegorijski ep svojega vremena. Matičino kritičko izdanje Davidijade iz 2019. godine s usporednim hrvatskim prijevodom i komentarom Branimira Glavičića koji je priredio latinski tekst i dodao kazala, priredio je za tisak istaknuti hrvatski marulolog Bratislav Lučin. Ovo je drugi objavljeni svezak Marulićevih izabranih djela (među tri predviđena) u ediciji Stoljeća hrvatske književnosti. 
Urednik knjige je Tonko Maroević, redaktorica i izvršna urednica Dražana Radman, likovno-grafička oprema Željko Podoreški, grafički urednik Neven Osojnik, tisak Denona (Zagreb). — Knjiga je opremljena sa 16 c/b ilustracija, Komentarom prevoditelja, Usporednim popisom biblijskih imena i kazalom imena (sastavili B. Glavičić i B. Lučić), Tekstološkom napomenom priređivača te Tumačem imena i izraza i Rječnikom (sastavila D. Radman). Matica hrvatska je 21. siječnja 2020. godine u Zagrebu predstavila ovo latinsko-hrvatsko izdanje, kao drugi od triju svezaka Marulićevih djela u sklopu Stoljeća hrvatske književnosti.

## Vanjske poveznice
- Davidijada  Arhivirana inačica izvorne stranice od 7. svibnja 2020. (Wayback Machine) Virtualna NSK